# Dipteronia
Dipteronia es un género de dos especies perteneciente a la familia de las Sapindaceae, emparentado con los arces (Acer). Estos dos géneros constituían tradicionalmente la familia de las Aceraceae, que ha sido incluida en la familia Sapindaceae, ahora ampliada, pero una reciente propuesta bien podría resucitar esa familia tan claramente definida. 
El nombre Dipteronia deriva del griego  "di-" (dos) & "pteron" (alas), de los brotes alados que tienen las semillas en ambos lados.
Son plantas caducas de arbustos o pequeños árboles que alcanzan los 10-15 metros de altura. Las hojas son opuestas y pinnadas. Las inflorescencias en panículas terminales o axilares. Las flores tienen cinco pétalos y sépalos con ocho estambres y flores hermafroditas. El fruto es una sámara conteniendo dos nueces. 

## Fósiles

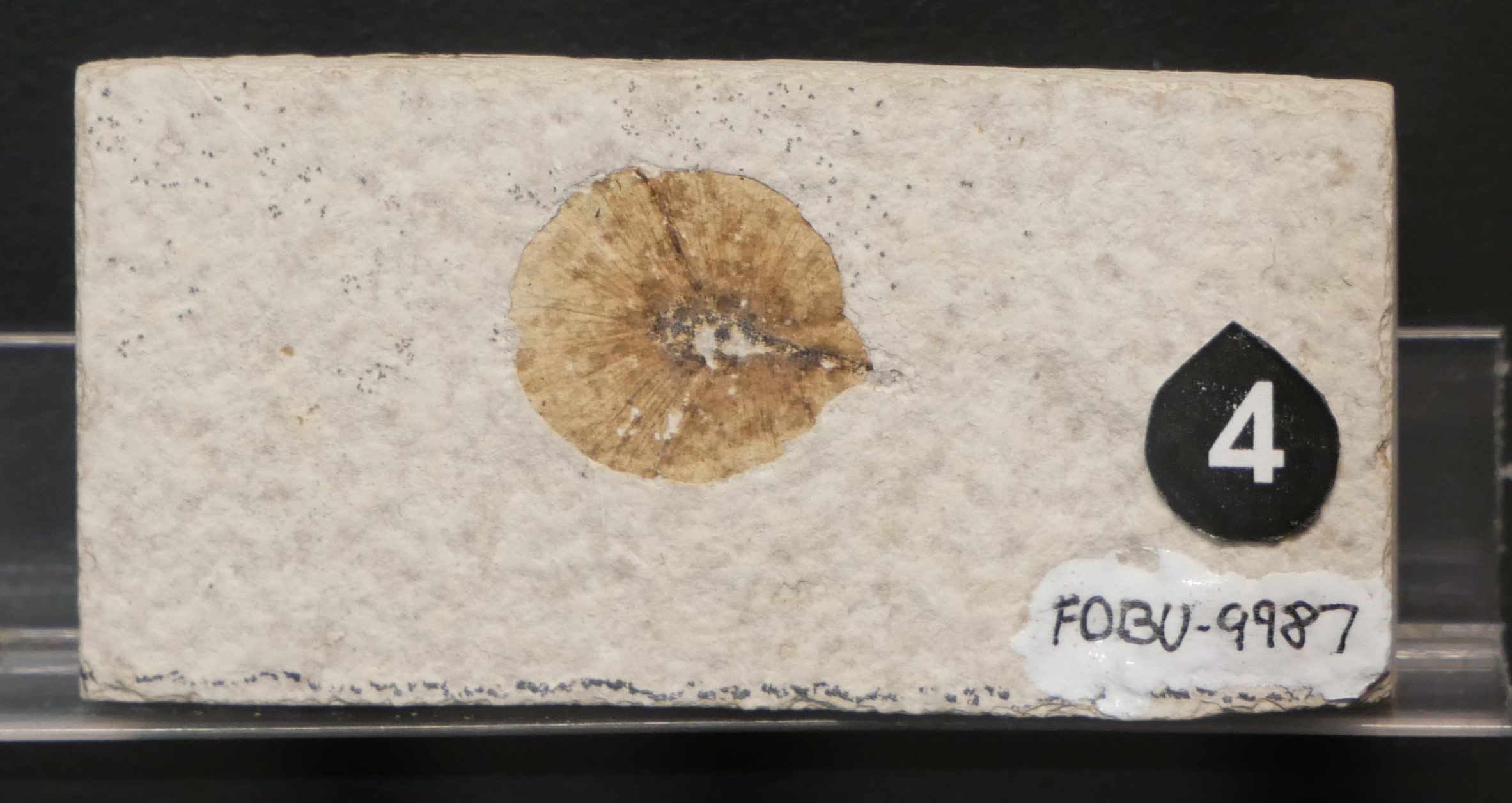
Semilla fósil de Dipteronia sp. del Fossil Butte National Monument

La especie extinta Dipteronia brownii se conoce desde yacimientos del Paleoceno Medio hasta el Oligoceno Inferior en el oeste de Norteamérica. Los fósiles más antiguos se encuentran en la Formación Fort Union de Wyoming y la Formación Tsagayan de la costa noreste de Rusia. En el Eoceno Inferior, la especie se expandió hacia el norte, a los yacimientos eocénicos de las Tierras Altas de Okanagan, como la Formación Klondike Mountain de Washington, las Esquistos Driftwood y la Formación Tranquille de Columbia Británica, así como a la Formación John Day de Oregón central. Durante el Eoceno medio y tardío, la especie se extendió al este y al sur, a la flora de la Cuenca Ruby de Montana y a la Formación Florissant de Colorado, mientras que sus últimas apariciones se remontan al Oligoceno Inferior, Rupeliano, de la flora de Bridge Creek en la parte superior de la Formación John Day. Al mismo tiempo, también se han recolectado varios frutos de Dipteronia brownii en lutitas lacustres del Rupeliano, hace 32 ± 1 millones de años, en la prefectura autónoma Yi de Chuxiong, en el suroeste de China.

## Especies

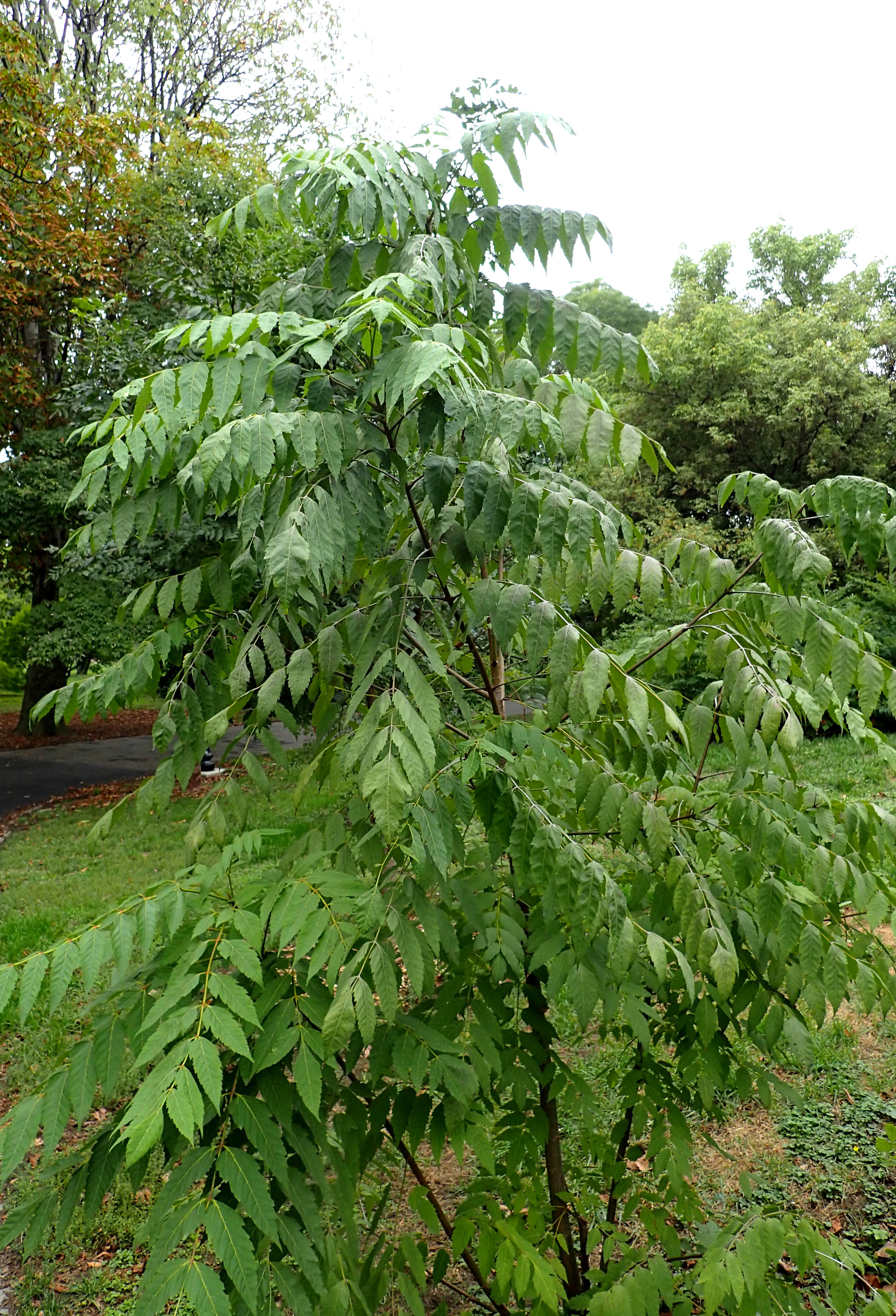
Arbusto de Dipteronia sinensis

Solo hay dos especies procedentes de China, Dipteronia sinensis y Dipteronia dyeriana. Dipteronia dyeriana está incluido en la lista de especies protegidas  IUCN:
- Dipteronia sinensis
- Dipteronia dyeriana